# Josephine Troller
Josephine Troller (* 21. Juni 1908 in Luzern; † 19. August 2004) war eine Schweizer Künstlerin. Nach einer Ausbildung zur Modistin entwickelte sie als Autodidaktin ein Werk mit stark symbolistischem Formenvokabular, das erst spät in ihrem Leben, dafür bis heute nachhaltig, im Kontext der Kunst ernsthaft rezipiert wird.

## Leben
Josephine Troller wurde geboren als Josephine Frieda Margerithe Zwimpfer, Tochter von Franziska und Leonz Zwimpfer. Sie wuchs auf als 3. von 5 Kindern. Von 1924 bis 1926 machte sie eine Lehre als Modistin, ab 1946 besaß sie ein Hutatelier in Luzern. Im selben Jahr heiratete sie den Sänger Otto Troller, 1947 kam ihr Sohn Urs zur Welt. Ab 1945 entwickelte Josephine Troller erste Zeichnungen und Gemälde. Als Autodidaktin wurde sie vom Künstler Max von Moos 1956 ermutigt, sich für die jurierte Weihnachtsausstellung der Innerschweizer Künstler zu bewerben. Ab dann wies sie eine regelmässige Ausstellungstätigkeit auf und bekam verschiedene Auszeichnungen.
Der Lebens- und Wirkungsraum der Künstlerin blieb bis zu ihrem Tod beschränkt, es scheint, dass all ihre Reisen, Aus- und Aufbrüche rein auf die Fantasie und die liebevollen Gestalten ihrer Kunst beschränkt geblieben seien. Lange als naive Sonntagsmalerei einer künstlerischen Amateurin bewertet, wird Trollers Arbeit seit den 1970er-Jahren im Kontext von Mentalität und Innerlichkeit neu bewertet und erstmals als ernstzunehmende Kunst rezipiert. In ihren ikonenhaften, frontal gemalten Porträts mit floral, ornamentaler Umrandung zeigte Troller häufig Persönlichkeiten, die damals im Umfeld des Museumsdirektors Jean-Christophe Ammann in Luzern verkehrten und ausstellten, darunter Paul Thek, Giuseppe Penone, Jochen Gerz u. a.

## Ausstellungen (Auswahl)
- 1962: Max von Moos und Josephine Troller, Schwyz, Galerie Maihof
- 1966: Josephine Troller – Bilder, Zeichnungen, Luzern
- 1970: Irma Ineichen, Josephine Troller, Luzern (mit Katalog)
- 1971: Josephine Troller, Luzern
- 1975: Josephine Troller, Galerie am Mühleplatz, Luzern
- 1976: Le bonheur suisse – Emilienne Farny und Josephine Troller, Produzentengalerie, Zürich
- 1979: Josephine Troller, Kunstmuseum Luzern, Luzern (mit Katalog)[6]
- 1982: Josephine Troller – Bilder Zeichnungen, Langenbacher und Wankmiller, Luzern
- 1988: Josephine Troller – Durchsicht, Gemeindegalerie, Meggen
- 2000: Josephine Troller, Sursee
- 2007: Josephine Troller (1908–2004), Kunstmuseum Luzern, Luzern (mit Katalog)[7]
- 2021: I like a bigger garden. Charlotte Herzig, Ben Sledsens, Josephine Troller, Kunstmuseum Luzern, Luzern[8]